# Maryana Marrash
Maryana bint Fathallah bin Nasrallah Marrash (àrab: مريانا بنت فتح الله بن نصر الله مرّاش, Maryānā bint Fatḥ Allāh ibn Naṣr Allāh Marrāx), més coneguda com a Maryana Marrash o Mariana Marrache (Alep, Síria, 1848-1919), fou una escriptora i poeta siriana pertanyent al moviment literari de la Nahda, també conegut com el Renaixement Àrab. Revifà els salons literaris a Orient Pròxim, d'origen preislàmic, i fou la primera siriana a publicar una col·lecció de poemes, així com a escriure per a un periòdic àrab.

## Biografia

### Orígens, família i educació
Maryana Marrash nasqué a Alep, una ciutat de la província otomana de Síria situada en l'actual Síria, al si d'una família melquita de comerciants benestants coneguda pel seu interés en la literatura. La seua família estava còmodament assentada a Alep, tot i els contratemps que havien patit a causa del seu credo: Butrus Marrash, emparentat amb Maryana, havia estat martiritzat per fonamentalistes ortodoxos grecs a l'abril de 1818, mentre que altres melquites, com el sacerdot Jibrail Marrash, s'havien exiliat de la ciutat. El pare de Maryana, Fathallah, tractà de calmar la situació escrivint un tractat el 1849, en què rebutjava la clàusula Filioque. Fathallah havia construït una gran biblioteca privada per donar als seus tres fills, Francis, Abdallah i Maryana, una exhaustiva educació, concentrada en la literatura i la gramàtica àrabs. Segons Marilyn Booth, la mare de Maryana provenia de «la famosa família al-Antaki», emparentada amb l'arquebisbe Demetrius Antachi.
Aleshores, Alep era un important centre intel·lectual dins de l'Imperi Otomà, bona part de la seua població eren intel·lectuals i escriptors adherits al Nahda i preocupats pel futur del poble àrab. Els germans Marrash, a més de rebre educació a casa, assistien a escoles missioneres franceses, on adquiriren coneixements de francés, italià i anglés. En proporcionar-li a la seua filla una educació, quan a les dones d'Orient Mitjà no se'ls donava cap mena de formació intel·lectual, els pares de Maryana reptaren la creença generalitzada que l'educació i l'àmbit intel·lectual eren només per als homes, i les xiquetes no eren educades «perquè no se sentiren en l'ambient de recepció dels homes», afirma Marilyn Booth. Fathallah inscrigué sa filla de cinc anys en una escola maronita local; després l'educaren les monges de San José a Alep, i acabà els estudis en una escola anglesa de Beirut. A més estigué sota la tutela del seu pare i germans, que li impartien classes de literatura. Maryana destacava en francés, literatura i matemàtica, i podia tocar el qanun i cantar harmoniosament.
L'historiador sirià Muhammad al-Ragib Tabbakh afirma que Maryana era una dona diferent del que s'esperava en l'època i «la gent la mirava amb altres ulls». Al principi, no volia casar-se, malgrat que contragué matrimoni amb Habib Ghadban, membre d'una família cristiana local. La parella va tenir un fill i dues filles.

### Carrera literària

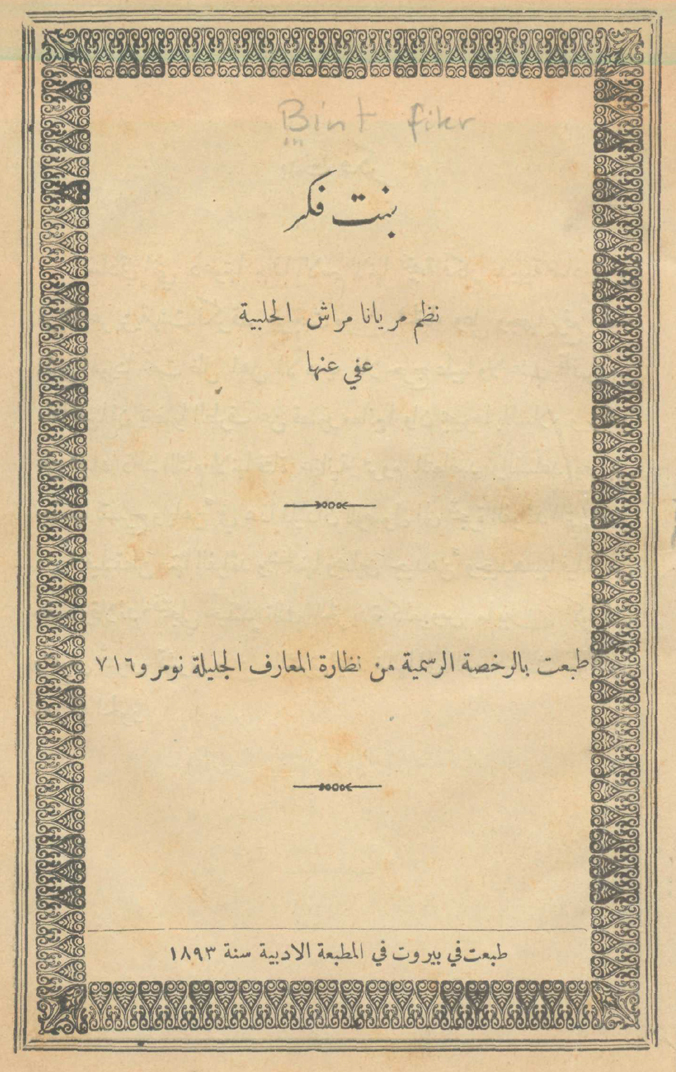
Tapa del poemari Bint fikr

El 1870, Marrash comença a publicar articles i poemes en revistes i diaris sirians i libanesos, com en Lisan Al-hal i en Al-Jinan. En els articles, criticava la condició de les dones àrabs i les instava, sense importar la religió que professaren, a accedir a l'educació i a manifestar les seues opinions. El 1893, obtingué permís de la Sublim Porta per publicar la seua col·lecció de poemes Bint fikr (Una filla del pensament) a Beirut, gràcies que havia escrit un poema en què exaltava la figura del soldà Abdul Hamid II i altres panegírics als governadors otomans d'Alep. La seua poesia tenia un estil més tradicional que la del seu germà Francis. Maryana també estudià alguns poetes romàntics francesos, com Alphonse de Lamartine i Alfred de Musset.
Entre les seues obres no literàries, destaca Tarikh Suriya al-hadith, que és el primer llibre que tracta la història tardana de la Siriana otomana.

### El saló de Marrash
Marrash era famosa a Alep pel saló que tenia a casa i que compartia amb el seu marit, on organitzava reunions a les quals assistien intel·lectuals d'Alep. Havia realitzat un viatge per Europa en una ocasió, i havia tornat a casa impressionada per la cultura literària pròpia de l'època. Segons Joseph Zeidan, però, no hi ha proves que confirmen que Marrash instaurà el seu saló després del seu pas per Europa; doncs la majoria que hi acudia eren visitants habituals de la casa de la seua família, on solien reunir-se amb son pare o els seus germans.
Els participants de les seues reunions incloïen intel·lectuals d'Alep de tots dos sexes, a més de polítics i diplomàtics estrangers. Durant les reunions, Marrash solia entretenir els convidats tocant el qanun i cantant.